# Aristide Cavallari
Aristide Cavallari (ur. 8 lutego 1849 w Chioggia, zm. 24 listopada 1914 w Wenecji) – włoski duchowny katolicki, patriarcha Wenecji i kardynał.
Studiował w seminarium w rodzinnym mieście, lecz po trzech latach nauki jego rodzina przeniosła się do Wenecji. Tam też ukończył patriarchalne seminarium i został wyświęcony na kapłana 27 września 1872 przez kardynała patriarchę Wenecji Giuseppe Luigi Trevisanato. Przez kolejne osiem lat pracował duszpastersko w parafii św. Elżbiety di Lido, a następnie w parafii S. Caciano. W 1886 został ekonomem i proboszczem w Treporti. W latach 1888–1903 był archiprezbiterem w kościele S. Pietro di Castello, a także kanonikiem w katedrze patriarchalnej, egzaminatorem i oficjałem w kurii.
22 sierpnia 1903 otrzymał nominację na biskupa pomocniczego Wenecji ze stolicą tytularną Filadelfia in Lydia. Sakry udzielił mu kardynał Francesco Satolli. W styczniu 1904 mianowany wikariuszem generalnym Wenecji, a 15 kwietnia został patriarchą Wenecji, będąc następcą Giuseppe Sarto, którego wybrano papieżem. W 1907 otrzymał kapelusz kardynalski z tytułem prezbitera Santa Maria in Cosmedin. Brał udział w konklawe 1914 roku. Zmarł niedługo później.